# Nyle DiMarco

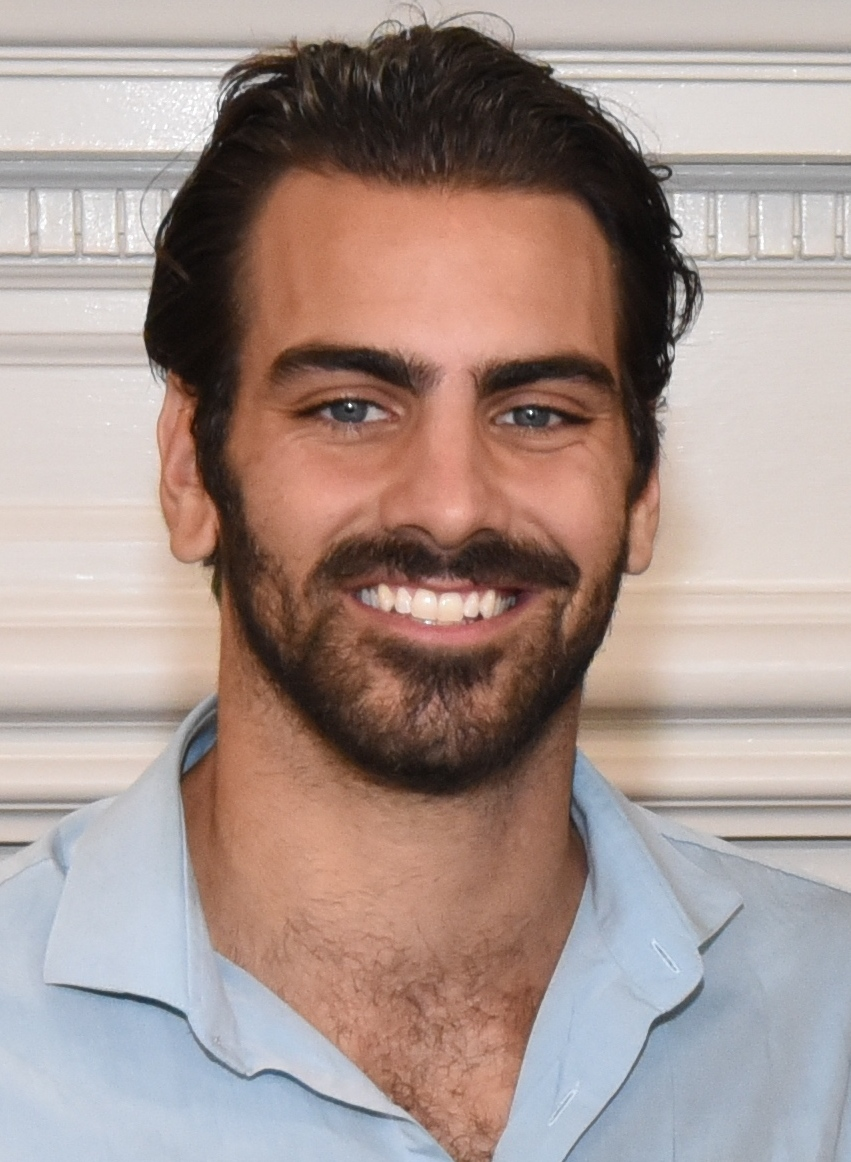
Nyle DiMarco (2016)

Nyle DiMarco (* 8. Mai 1989 in New York City als Nyle Thompson) ist ein amerikanischer gehörloser Schauspieler, Filmemacher, Model und Aktivist für die Gehörlosenkultur und die LGBT-Community. Er gewann 2015 die 22. Staffel von America's Next Top Model als zweiter männlicher Gewinner und erster gehörloser Teilnehmer und 2016 die 22. Staffel von Dancing with the Stars als zweiter gehörloser Teilnehmer.

## Hintergrund
DiMarco wurde als Nyle Thompson am 8. Mai 1989 mit seinem Zwillingsbruder Nico geboren und ist in vierter Generation gehörlos. In seiner Familie gibt es über 25 gehörlose Personen. DiMarco ist der Mädchenname seiner Mutter, den seine Familie angenommen hat.
Seine Muttersprache ist die American Sign Language. Er wuchs in Frederick (Maryland) auf, wo er die Maryland School for the Deaf besuchte, und ging auf die Gallaudet University, wo er 2013 in Mathematik graduierte.
2015 bekannte DiMarco auf Twitter, sexuell fluid zu sein, und zählt sich daher zur LGBT-Community.

## Karriere
DiMarco spielte 2013 in dem Film In the Can der Produktionsfirma ASL Films und übernahm 2014 bis 2015 eine Nebenrolle in Switched at Birth.
Im November 2014 wurde er wegen Fotos auf seinen sozialen Medien, die er mit dem befreundeten professionellen, ebenfalls gehörlosen Fotografen Tate J. Tullier aufgenommen hatte, von Castingdirektoren für America's Next Top Model kontaktiert und zu Auditions eingeladen, ohne dass ihnen bewusst war, dass er gehörlos ist. Für die Serie war er in der 22. Staffel und der dritten, in der auch männliche Models zugelassen wurden, der erste gehörlose Teilnehmer und wurde im Dezember 2015 zum Gewinner ernannt. Nach seinem Sieg unterschrieb er bei Wilhelmina Models.
Im März 2016 nahm DiMarco an der 22. Staffel von Dancing with the Stars als Partner der professionellen Tänzerin Peta Murgatroyd teil, wo er nach Marlee Matlin in der sechsten Staffel 2008 der zweite gehörlose Teilnehmer war. In einer Episode, in der jeweils zwei Tanzpaare durch die Jury-Mitglieder zusammengestellt wurden, waren DiMarco und Keo Motsepe, der professionellen Tanzpartner der Schauspielerin Jodie Sweetin, das erste gleichgeschlechtliche Tanzpaar. Am 24. Mai wurden DiMarco und Murgatroyd zu den Gewinnern der Staffel gekrönt.
Nach seinem Sieg übernahm DiMarco außerdem 2016 eine Gastrolle in der Serie Difficult People sowie Rollen in zwei Musikvideos und lief für Giorgio Armani auf der Mailänder Modewoche. 2018 folgte eine Nebenrolle in der Serie This Close über gehörlose Freunde und eine Hauptrolle in dem Musikvideo zu Tequila von Dan + Shay, in dem er mit einer hörenden Frau eine Beziehung eingeht und ihr Gebärdensprache beibringt, sowie 2019 eine Gastrolle in Seattle Firefighters. Neben der Schauspielerei wurde er 2018 außerdem Teil des Produktionsteams für die neue Broadwayaufführung des Theaterstücks Children of a lesser God.
Seit Juli 2020 fungiert er in mehreren Projekten als Executive Producer: Netflix bestellte zwei Dokumentationen, die Serie Die Gehörlosen-Uni über die Gallaudet, die im Oktober 2020 erschien, und den Dokufilm Hörbar von 2021 über einen Athleten der Maryland School. Außerdem wird er gemeinsam mit Concordia Studios für Netflix eine Serie Deaf President Now! über eine gleichnamige Bewegung an der Gallaudet im Jahr 1988 produzieren. Der Kabelfernsehanbieter Spectrum soll mit Daniel Dae Kims Firma 3AD eine Comedy-Serie basierend auf DiMarcos Leben produzieren, der darin auch spielen soll. NBC entwickelt unter dem Titel Look at Me eine Dramaserie über eine in mehreren Generationen gehörlose Familie, inspiriert von DiMarcos Leben.
Im Januar 2021 gab DiMarco den Namen seines Produktionsunternehmens Clerc Studio, benannt nach dem Gehörlosenpädagogen Laurent Clerc, bekannt. 2022 wird DiMarco neben Schauspieler Troy Kotsur in dem Film Flash Before the Bang über ein Leichtathletikteam der Oregon School for the Deaf spielen. Mit Sami Housman und der Firma Revelations Entertainment von Morgan Freeman und Lori McCreary wird er die Serie Deaf Punk über die Musikhalle The Deaf Club in San Francisco entwickeln und produzieren. Im Februar 2022 wurde er als Gaststar für ein Reboot von Queer as Folk gecastet.
Im September 2021 kündigte DiMarco seine Autobiografie mit dem Titel Deaf Utopia an. Sie erschien im April 2022.
Im Dezember 2024 wurde der von ihm mitproduzierte dokumentarische Film Deaf President Now! angekündigt, bei dem er auch Co-Regie mit Davis Guggenheim führt. Er feierte Premiere im Rahmen des Sundance Film Festival 2025 und ist für den Start am 16. Mai 2025 auf der Streamingplattform Apple TV+ angekündigt.

## Aktivismus
DiMarco vertritt die Ansicht, dass Gehörlosigkeit ein Unterschied einer Minderheit ist, aber keine Behinderung, sogar ein Vorteil bei der Modeltätigkeit. Bei seinen Fernsehauftritten sieht er sich verantwortlich, die Gehörlosengemeinschaft und -kultur zu repräsentieren. Wie in der Gehörlosenkultur üblich, schreibt er im Englischen das Adjektiv „Deaf“ (taub) groß, was Taubsein als Identität anstelle eines betroffenen Zustandes betont. DiMarco tritt dafür ein, dass gehörlose Rollen auch von gehörlosen Schauspielern gespielt werden sollten, sowie dass es wichtig ist, auch hinter der Kamera gehörlose Entscheidungsträger zu haben, und unterstützt daher die #DeafTalent-Bewegung.
2016 gründete er seine eigene Stiftung, die Nyle DiMarco Foundation, die sich insbesondere für Bildungszugänge und Ressourcen für gehörlose Kinder und ihre Familien einsetzt. Er ist ein Sprecher für die Organisation LEAD-K (Language Equality & Acquisition for Deaf Kids) und Mitwirkender für die ASL-App.
Bei der Präsidentschaftswahl in den Vereinigten Staaten 2016 unterstützte DiMarco öffentlich die demokratische Kandidatin Hillary Clinton mit einem Werbevideo für ihre Kampagne. Er kritisierte Donald Trump sehr für dessen behindertenfeindlichen Bemerkungen und sagte, er sei froh, diesen nicht hören zu müssen.
Seit seinem Coming-out als sexuell fluid repräsentiert DiMarco auch die Intersektionalität der Gehörlosigkeitsgemeinschaft und der LGBT-Community. Zusammen mit dem gehörlosen, genderqueeren Schauspieler Chella Man sprach er in Videos über die Gehörlosen-LGBT-Community. Im Mai 2019 unterstützte er mit einem Video für die Human Rights Campaign den Equality Act, einen Gesetzesentwurf zum Schutz gegen LGBT-Diskriminierung.

## Filmografie
als Schauspieler
- 2013: In the Can (Film)
- 2014 – 2015: Switched at Birth (Fernsehserie, 3 Episoden)
- 2016: Difficult People (Fernsehserie, 1 Episode)
- 2018 – 2019: This Close (Fernsehserie, Nebenrolle)
- 2019: Seattle Firefighters – Die jungen Helden (Fernsehserie, 1 Episode)
- 2022: Queer as Folk (Fernsehserie, 1 Episode)

als Castingshowteilnehmer
- 2015: America’s Next Top Model, 22. Staffel, Gewinner
- 2016: Dancing with the Stars, 22. Staffel, Gewinner

in Musikvideos
- 2016: Big Girls Don't Cry, von Tóc Tiên
- 2016: Basically Over You (B.O.Y.), von Alex Newell
- 2018: Tequila, von Dan + Shay

als Executive Producer
- 2020: Die Gehörlosen-Uni (Deaf U, Fernsehserie)
- 2021: Hörbar (Audible, Dokumentarkurzfilm)
- 2025: Deaf President Now! (Dokumentarfilm, auch Co-Regie)

## Werk
- mit Robert Siebert: Deaf Utopia: A Memoir - and a Love Letter to a Way of Life, 2022, HarperCollins, ISBN 978-0-06-306235-1